# Hans von Kulmbach

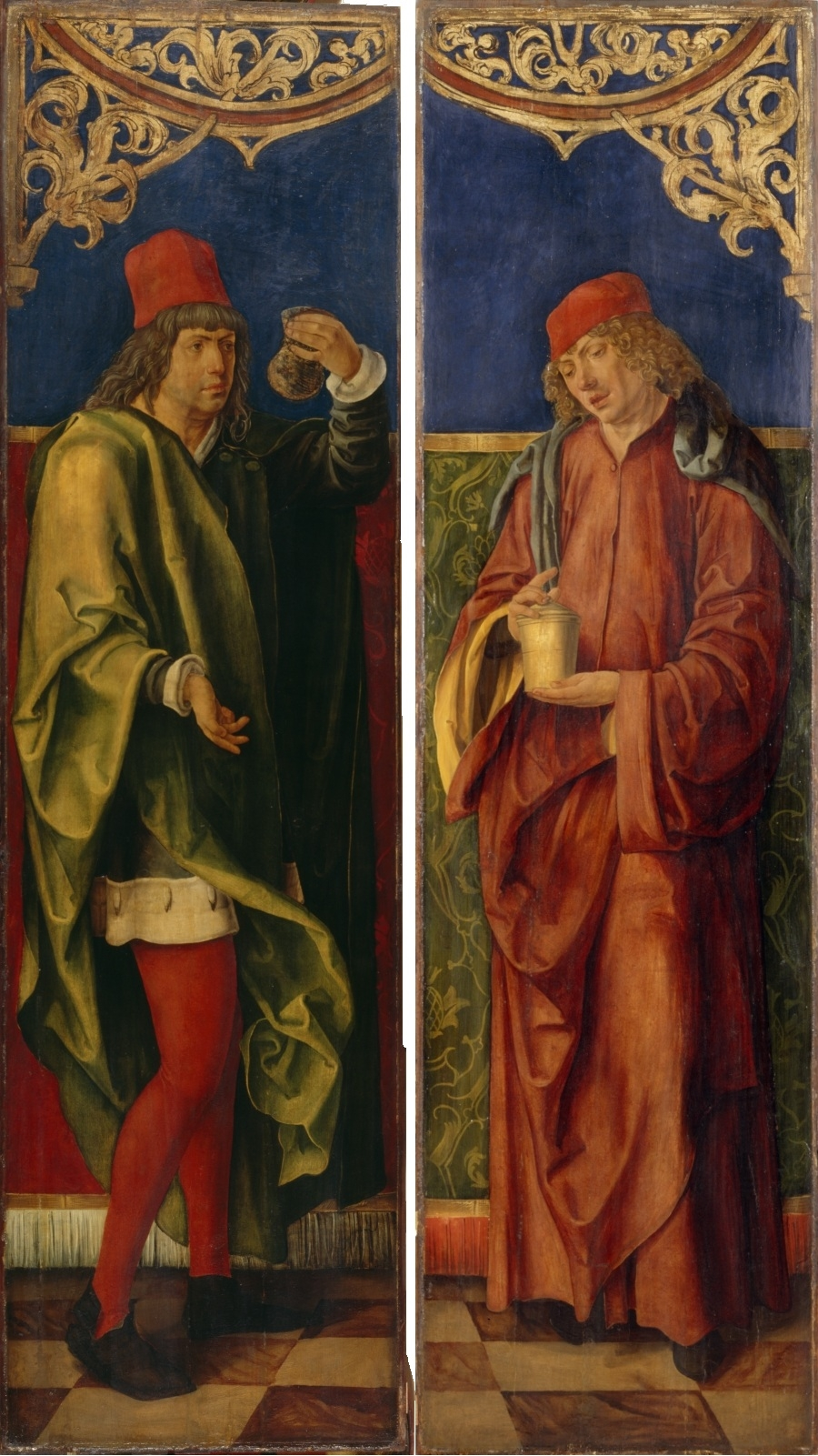
Nikolaus-Altar em St. Lorenz em Nuremberga, por Kulmbach

Hans von Kulmbach (Hans Suess ou Hans Süß) nasceu aproximadamente em 1480 em Kulmbach, Francônia e morreu um pouco antes de 3 de dezembro de 1522 em Nuremberga. Foi um dos artistas que criou o Altar de São João na Cracóvia. Estudou com Jacopo de Barbari e Albrecht Dürer. Tinha uma oficina em Nuremberga e também na Cracóvia. Criou obras de arte para Maximiliano I, Sacro Imperador Romano-Germânico e para a Casa von Hohenzollern. Seus melhores trabalhos são vitrais, como o da Igreja de São Sebaldo, em Nuremberg, e o Altar de Santa Maria em Skałka, também na Cracóvia.